# Lijsterbesleerschijfzwam
De lijsterbesleerschijfzwam (Dermea ariae) is een schimmel behorend tot de familie Dermateaceae. Hij leeft saprotroof op dode takken van lijsterbes (Sorbus).

## Verspreiding
In Nederland komt de lijsterbesleerschijfzwam uiterst zeldzaam voor.